# Мачкув
Мачкув (пол. Maczków) — село в Польщі, у гміні Цибінка Слубицького повіту Любуського воєводства.
Населення — 129 осіб (2011).
У 1975—1998 роках село належало до Зеленогурського воєводства.

## Демографія
Демографічна структура станом на 31 березня 2011 року:
|          | Загалом | Допрацездатний вік | Працездатний вік | Постпрацездатний вік |
| -------- | ------- | ------------------ | ---------------- | -------------------- |
| Чоловіки | 59      | 6                  | 44               | 9                    |
| Жінки    | 70      | 15                 | 37               | 18                   |
| Разом    | 129     | 21                 | 81               | 27                   |